# Paul Beaufils
Pour les articles homonymes, voir Beaufils.
Paul Beaufils, né le 29 mai 1872 à Rennes et décédé en 1938 à Carhaix, est un romancier français.

## Biographie
Paul Beaufils est le fils de Louis Marie Beaufils, économe des Hospices de Rennes, et de Marie Thérèse Amélie Brehier. Il est le frère de Édouard Beaufils.
Il a été journaliste à La Bretagne touristique et au Moniteur des Côtes-du-Nord.

## Œuvre
- La Rose de Minieu, éditeur F. Guyon
- Le Domanier-de-Toul-an-Diaoul, 1925
- La Morte parfumée, 1927
- À Bréhat, l'île rose, éditeur Les presses Bretonnes, 1933

## Source
- Les Noms qui ont fait l'histoire de Bretagne, Coop Breizh et Institut culturel de Bretagne, 1997, notice d'Edmond Rébillé

## Note
- En Bretagne, au moins quatre rues portent son nom, d'après Les Noms qui ont fait l'histoire de Bretagne, 1997.